# Sde David
 (octobre 2021).
Si vous disposez d'ouvrages ou d'articles de référence ou si vous connaissez des sites web de qualité traitant du thème abordé ici, merci de compléter l'article en donnant les références utiles à sa vérifiabilité et en les liant à la section « Notes et références ».
Sde David ((he)שדה דוד, littéralement Champ de David) est un moshav situé au sud d'Israël dans le Hevel Lakhish (littéralement Région de Lakhish). Il est rattaché au conseil régional de Lakhish.
Ce moshav a été fondé en 1955 par des immigrants juifs du Maroc. Il est nommé en souvenir de Zalman David Levontin, avocat et financeur d'implantations juives, cofondateur de la banque Leumi.